# Шиллато
Шиллато (итал. Scillato) — коммуна в Италии, располагается в регионе Сицилия, в провинции Палермо.
Население составляет 679 человек (2008 г.), плотность населения составляет 22 чел./км². Занимает площадь 31 км². Почтовый индекс — 90020. Телефонный код — 0921.
Покровительницей коммуны почитается Пресвятая Богородица (Madonna della Catena), празднование 20 августа.

## Демография
Динамика населения:

## Администрация коммуны
- Официальный сайт: http://www.comunescillato.pa.it/ Архивная копия от 11 сентября 2012 на Wayback Machine